# Gymnura crebripunctata
Gymnura crebripunctata is een vissensoort uit de familie van de vlinderroggen (Gymnuridae). De wetenschappelijke naam van de soort is voor het eerst geldig gepubliceerd in 1869 door Peters.